# Katrin Sjögren
Katrin Sjögren, finska političarka; * 2. februar 1966.
Od 25. novembra 2015 do 25. novembra 2019 je bila premierka Ålandskih otokov. Od leta 2012 je tudi vodja stranke Liberalci za Åland.
Leta 2003 je bila izvoljena v parlament Ålandskih otokov, med letoma 2007 in 2011 pa je bila ministrica za socialne zadeve in okolje. Z možem Andersom Erikssonom in njunimi tremi otroki živi v Mariehamnu.